# Tugali stewartiana
Tugali stewartiana is een slakkensoort uit de familie van de Fissurellidae. De wetenschappelijke naam van de soort is voor het eerst geldig gepubliceerd in 1939 door Powell.